# ティッシュ。
『ティッシュ。 』は、坂辺周一作の漫画作品。リイド社『COMIC ボナンザ』に連載、同誌休刊後は『リイドコミック』で継続された。
2007年4月から6月に、テレビドラマ放映。

## あらすじ
東京都練馬区に住む都内の短期大学に通う女子大生の佐伯ちあさは母親の再婚により、直樹の義妹となった日から、ちあさの不幸な日常は始まった。
ちあさは歌舞伎町で娼婦として働くことで、直樹の魔の手から逃れようとする。

## テレビドラマ
2007年4月21日から、テレビ朝日土曜ミッドナイトドラマ枠でスタート。全8回。ドラマのタイトルは「ティッシュ。」ではなく、「ティッシュ」となっている。

### キャスト
- 佐伯ちあさ：斎藤幸乃
- 北山信弘：宮下裕治
- 佐伯直樹：村田充
- 三枝夏美：みひろ
- 佐伯美佐子：喜多嶋舞
- 佐伯正一郎：モロ師岡

### スタッフ
- 脚本：大原久澄
- 演出：常廣丈太（テレビ朝日）、雑賀俊郎（泉放送制作）
- チーフプロデューサー：桑田潔（テレビ朝日）
- プロデューサー：高野渉（テレビ朝日）、壁谷悌之（泉放送制作）
- 企画協力：柴田幹雄
- 音楽：上田益
- 主題歌：Pay money To my Pain「From here to somewhere」（Vap）
- 制作協力：泉放送制作
- 制作著作：テレビ朝日

### サブタイトル
1. 狙われた浴室
2. 愛欲の逆転儀式
3. 見えない復讐者
4. 再会…笑う悪夢
5. ミンナ削除スル
6. 反撃…君を守る
7. 逆転…最後の罠
8. 君を離さない